# JoJo Starbuck
Alicia Jo "JoJo" Starbuck  (Birmingham, Alabama, 14 de fevereiro de 1951) é uma ex-patinadora artística americana. Ela conquistou com Kenneth Shelley duas medalhas de bronze em campeonatos mundiais e foi tricampeã do campeonato nacional americano. Starbuck e Shelley disputaram os Jogos Olímpicos de Inverno de 1968 e de 1972, terminando na 13.ª e 4.ª posições, respectivamente.
Entre 1976 e 1983, ela foi casada com o jogador de futebol americano do Pittsburgh Steelers e quarterback do Hall da Fama da NFL Terry Bradshaw. Foi a segunda esposa de Bradshaw.

## Principais resultados

### Com Kenneth Shelley
| Jogos Olímpicos                                       |                 | 13.ª              |                  |                 |                   | 4.ª               |  |  |  |  |  |  |  |  |  |
| Campeonato Mundial                                    |                 | 11.ª              | 6.ª              | 5.ª             | Medalha de bronze | Medalha de bronze |  |  |  |  |  |  |  |  |  |
| Campeonato Norte-Americano                            |                 |                   | Medalha de prata |                 | Medalha de ouro   |                   |  |  |  |  |  |  |  |  |  |
| Nacional                                              |                 |                   |                  |                 |                   |                   |  |  |  |  |  |  |  |  |  |
| Campeonato dos Estados Unidos                         |                 | Medalha de bronze | Medalha de prata | Medalha de ouro | Medalha de ouro   | Medalha de ouro   |  |  |  |  |  |  |  |  |  |
| Campeonato dos Estados Unidos – Júnior                | Medalha de ouro |                   |                  |                 |                   |                   |  |  |  |  |  |  |  |  |  |
|                                                       |                 |                   |                  |                 |                   |                   |  |  |  |  |  |  |  |  |  |
| Legenda: Competição não foi disputada nesta temporada |                 |                   |                  |                 |                   |                   |  |  |  |  |  |  |  |  |  |